# Woodie Fryman
Woodrow Thompson Fleming Flame Fryman, né le 15 avril 1940 et mort le 4 février 2011 à Ewing (Kentucky), est un lanceur américain de baseball évoluant en Ligue majeure de 1966 à 1983.
Il est sélectionné deux fois pour le match des étoiles de la Ligue majeure de baseball en 1968 et 1976.

## Carrière
Woodrow Fryman signe son premier contrat professionnel à l'âge de 25 ans. Il ne joue que 12 parties en Ligue mineure avant de faire ses débuts en Ligue majeure de baseball, en 1966 avec les Pirates de Pittsburgh. Dans ses trois premières sorties, il réalise trois blanchissages. Il termine la saison avec un bilan de 12 victoires pour 9 défaites en une moyenne de points mérités de 3,81.
Il est transféré chez les Phillies de Philadelphie en 1968 où il est sélectionné pour le match des étoiles avec la Ligue nationale. Il reste quatre ans à Philadelphie avant de rejoindre les Tigers de Detroit en 1972.
Au sein de l'effectif de Billy Martin, il connait l'une de ses plus belles saisons avec une fiche de 10-3 et une moyenne de points mérités de 2,06. Il aide les Tigers à gagner le championnat de la division Est, mais perd les deux rencontres qu'il lance en Série de championnat de la Ligue américaine contre les futurs champions, les Athletics d'Oakland.
Il rejoint les Expos de Montréal en 1975, y reste deux ans avant de passer une année chez les Reds de Cincinnati et une autre chez les Cubs de Chicago avant de revenir terminer sa carrière chez les Expos, de 1978 à 1983. Son rôle devient alors celui d'un releveur plutôt qu'un lanceur partant.
Il dit de sa fin de carrière: « C'était au début de la saison 1983, mon bras s'est déboîté et je ne pouvais même plus le lever ». Il effectue sa dernière apparition sur un terrain le 28 juillet, à 43 ans et après avoir joué la majeure partie de sa carrière en souffrant d'arthrite à l'épaule.
En 2005, il est élu au Temple de la renommée des sportifs du Kentucky.
Il meurt à Ewing à l'âge de 70 ans en 2011.

## Statistiques
| Saison | Équipe     | G   | GS  | CG | SHO | V   | D   | SV | IP      | SO    | ERA   |
| ------ | ---------- | --- | --- | -- | --- | --- | --- | -- | ------- | ----- | ----- |
| 1966   | PIT        | 36  | 28  | 9  | 3   | 12  | 9   | 1  | 181.2   | 105   | 3,81  |
| 1967   | PIT        | 28  | 18  | 3  | 1   | 3   | 8   | 1  | 113.1   | 74    | 4,05  |
| 1968   | PHI        | 34  | 32  | 10 | 5   | 12  | 14  | 0  | 213.2   | 151   | 2,78  |
| 1969   | PHI        | 36  | 35  | 10 | 1   | 12  | 15  | 0  | 228.1   | 150   | 4,41  |
| 1970   | PHI        | 27  | 20  | 4  | 3   | 8   | 6   | 0  | 127.2   | 97    | 4,09  |
| 1971   | PHI        | 37  | 17  | 3  | 2   | 10  | 7   | 2  | 149.1   | 104   | 3,38  |
| 1972   | PHI et DET | 39  | 31  | 9  | 3   | 14  | 13  | 1  | 233.1   | 141   | 3,24  |
| 1973   | DET        | 34  | 29  | 1  | 0   | 6   | 13  | 0  | 169.2   | 119   | 5,36  |
| 1974   | DET        | 27  | 22  | 4  | 1   | 6   | 9   | 0  | 141.2   | 92    | 4,32  |
| 1975   | MON        | 38  | 20  | 7  | 3   | 9   | 12  | 3  | 157.0   | 118   | 3,32  |
| 1976   | MON        | 34  | 32  | 4  | 2   | 13  | 13  | 2  | 216.1   | 123   | 3,37  |
| 1977   | CIN        | 17  | 12  | 0  | 0   | 5   | 5   | 1  | 75.1    | 57    | 5,38  |
| 1978   | CHC et MON | 3   | 26  | 4  | 3   | 7   | 11  | 1  | 150.1   | 81    | 4,19  |
| 1979   | MON        | 44  | 0   | 0  | 0   | 3   | 6   | 10 | 58.0    | 44    | 2,79  |
| 1980   | MON        | 61  | 0   | 0  | 0   | 7   | 4   | 17 | 80.0    | 59    | 2,25  |
| 1981   | MON        | 35  | 0   | 0  | 0   | 5   | 3   | 7  | 43.0    | 25    | 1,88  |
| 1982   | MON        | 60  | 0   | 0  | 0   | 9   | 4   | 12 | 69.2    | 46    | 3,75  |
| 1983   | MON        | 6   | 0   | 0  | 0   | 0   | 3   | 0  | 3.0     | 1     | 21,00 |
| Totaux | Totaux     | 625 | 322 | 68 | 27  | 141 | 155 | 58 | 2 411,1 | 1 587 | 3,77  |

Note : G = Matches joués ; GS = Matches comme lanceur partant ; CG = Matchs complets ; SHO = Blanchissages ; 
V = Victoires ; D = Défaites ; SV = Sauvetages ; IP = Manches lancées ; SO = Retraits sur des prises ; ERA = Moyenne de points mérités.